# Ecitoxenidia ashei
Ecitoxenidia ashei är en skalbaggsart som beskrevs av Kistner in Kistner, Ashe och Jacobson 1996. Ecitoxenidia ashei ingår i släktet Ecitoxenidia och familjen kortvingar. Inga underarter finns listade i Catalogue of Life.